# 제비붓꽃
제비붓꽃(Iris laevigata)은 멸종위기 야생생물 II급인 붓꽃과의 여러해살이꽃이다.

## 특징
다년생 초본인 제비붓꽃의 줄기는 높이 50~120cm까지 자라며, 줄기 기부에서 두줄로 폭 2~3cm이다. 잎은 포 2~3cm, 길이 40~60cm이다. 5~6월에 피는 꽃은 3개씩 피며 보라색이다. 7~8월에 열매가 익으며 형태는 타원형이고, 씨앗은 윤기나는 갈색이다.

## 꽃말
제비붓꽃의 꽃말은 우아한 심정 또는 행운이라는 뜻을 지니고 있다.

## 분포지역
제비붓꽃은 북반구 온대에 약 200종, 대한민국에는 14종이 자란다. 습지에서 자라며 지리산, 일본, 중국, 러시아 시베리아, 아무르, 우스리, 분포한다.2012년부터 3년간 러시아 생물학토양연구소와 러시아 프리모스키 넘서 지역 식물상에 관한 공동 연구를 통해 한국 멸종 위기 식물들이 두만강 유역에서 다수 발견되었는데 그중에 제비붓꽃도 있었다.

## 쓰임새
제비붓꽃은 관상용으로 쓰이며, 원예 품종이 많다.

## 갤러리

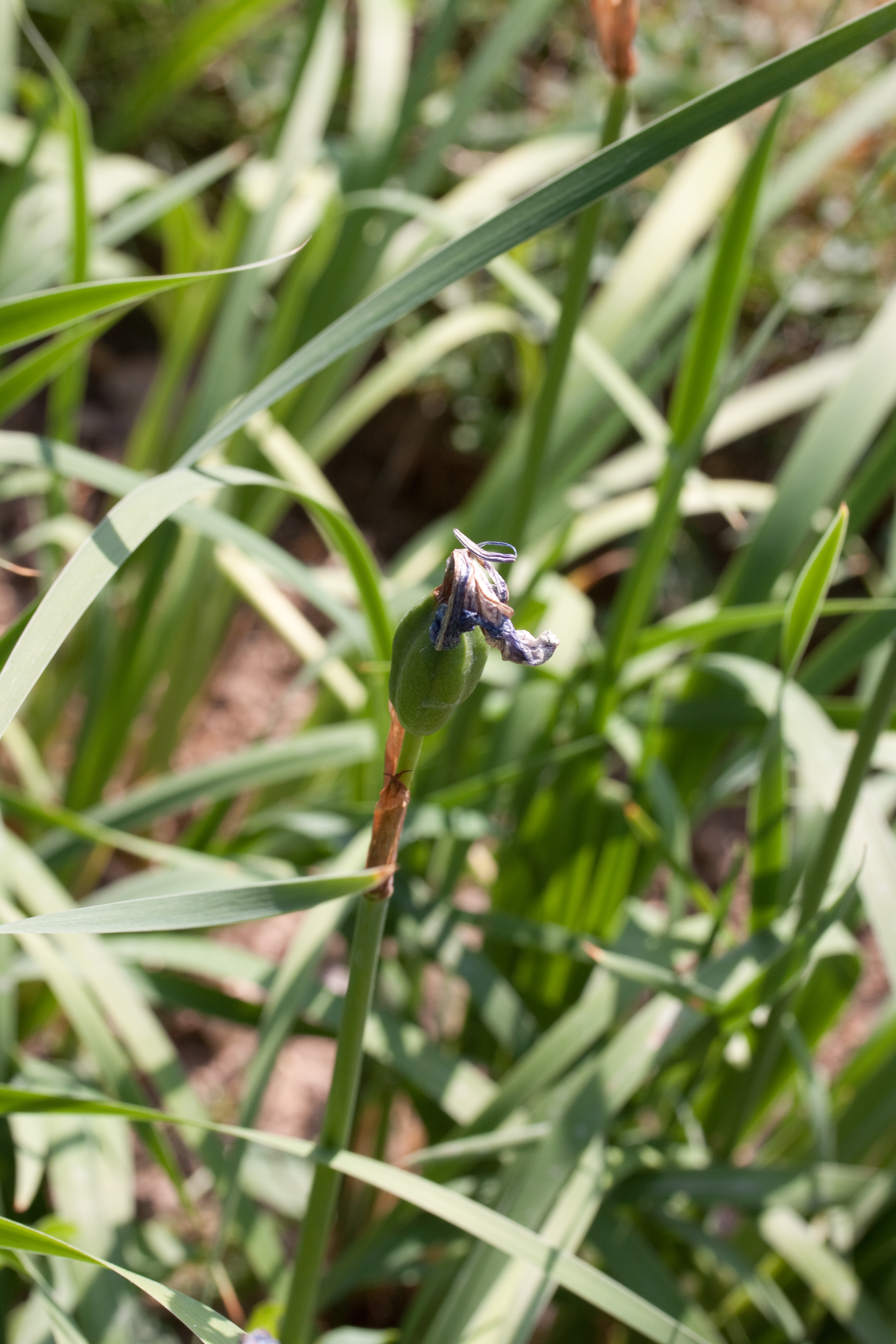
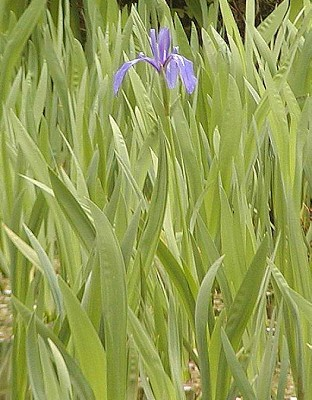
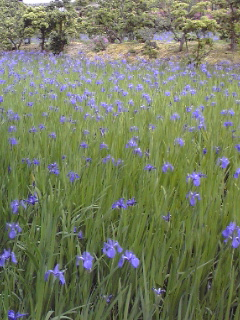

## 같이 보기
- 애기범부채
- 범부채
- 붓꽃
- 솔붓꽃
- 꽃창포
- 시베리아붓꽃
- 각시붓꽃